# Ischnochiton simplicissimus
Ischnochiton simplicissimus är en blötdjursart som beskrevs av Thiele 1906. Ischnochiton simplicissimus ingår i släktet Ischnochiton och familjen Ischnochitonidae. Inga underarter finns listade i Catalogue of Life.